# 蔚州博物馆
蔚州博物馆，即蔚县博物馆是中华人民共和国河北省张家口市蔚县的综合地志博物馆。位于蔚州镇通元路，是国家二级博物馆。蔚州博物馆成立于1958年，早期选址于清代四合院，后迁入释迦寺，2016年从释迦寺迁至通元路新馆。如今的蔚州博物馆建筑面积13000平方米，展厅面积6000平方米。
该博物馆主办的常设展包括《代蔚长歌》蔚县历史人文展和专题展《刀镂彩染蔚萝花》蔚县剪纸艺术展，其中《代蔚长歌》被列入第十四届全国博物馆十大陈列展览精品。蔚州博物馆馆藏文物近11200件/套，其中300余件/套珍贵文物。

## 建馆历史

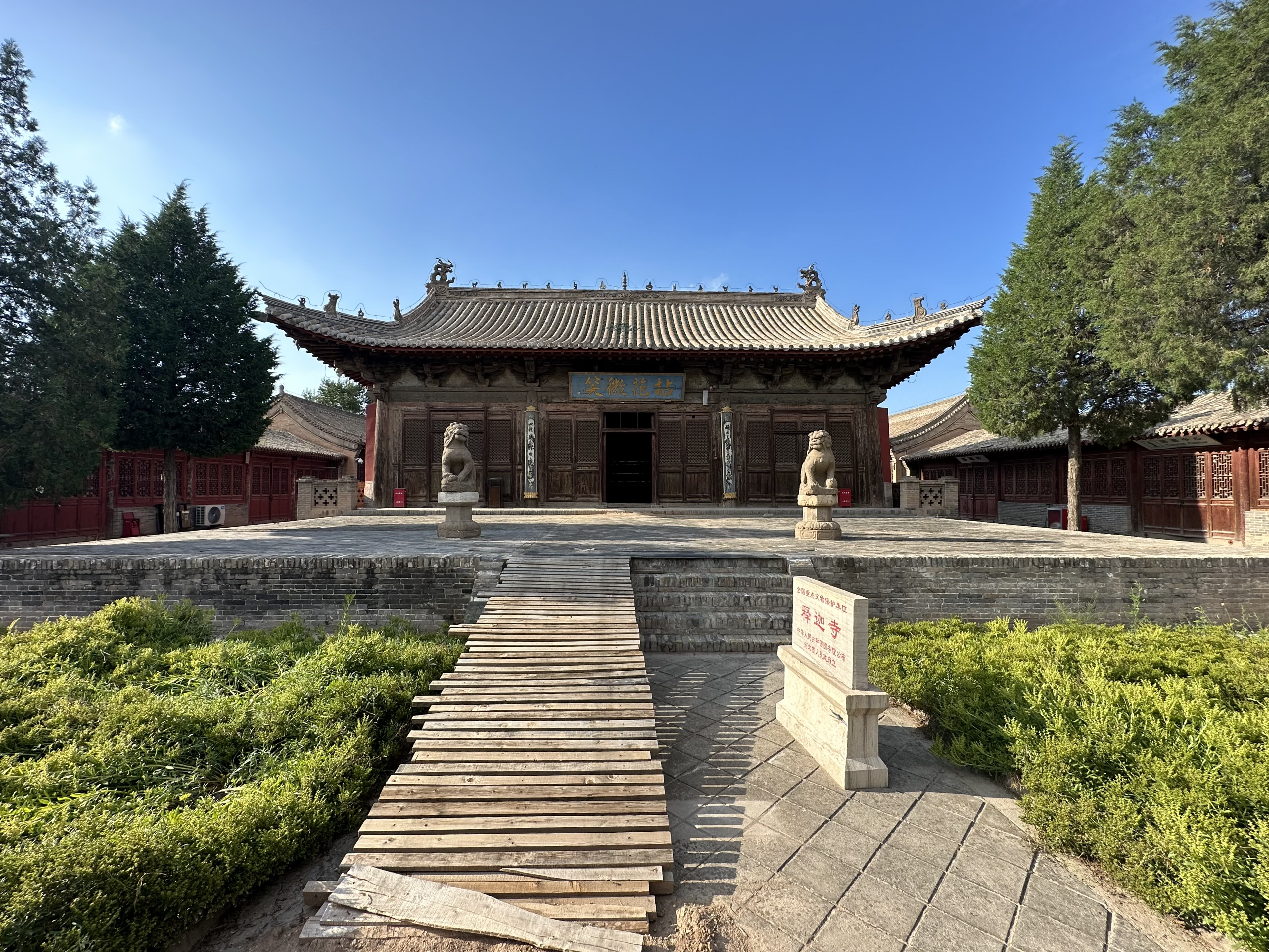
释迦寺大雄宝殿，释迦寺曾为蔚县博物馆馆址

### 建馆早期
1958年11月，蔚县博物馆成立，共有包括革命文物、历史文物等3个陈列。最初蔚县博物馆仅有1名馆长，2名工作人员。1962年4月，蔚县博物馆与蔚县文化馆合并，博物馆改博物展览室。该展览室于1965年夏季撤销。此后直至1979年，蔚县博物馆才恢复。此时博物馆设馆长、副馆长各1人，博物馆工作人员、古建筑看管者各2人。进入20世纪80年代后，工作人员增至13人。1988年，中华人民共和国国务院副总理田纪云在蔚县参与北方五省市棉花工作会议时，参观了蔚县博物馆。此时，蔚县博物馆与图书馆共处一个清代两进四合院内，四合院后院作为蔚县博物馆的展厅和文物仓库，其中建筑面积210多平方米，展厅面积110平方米。展出超过300件展品。
释迦寺修复完成后，蔚县博物馆于1998年10月迁入该寺。迁入释迦寺后，蔚县博物馆先后开放蔚县历史文物陈列展览，蔚县历史名人展览，馆藏金石造像展览等常设陈列以及民间工艺品展览、寺庙壁画、古建筑展览等临展。2012年10月，中共中央政治局常委李长春在张家口调研时，曾到蔚县博物馆参观。

### 迁入新馆
蔚县出土、收集而来的文物日见增多，释迦寺逐渐难以满足文物展出、保存的条件。2012年，蔚县人民政府在中华人民共和国文化部和国家文物局的支持下，开始规划蔚县博物馆新馆。2013年9月，新馆开始动工建设。2016年12月，新建成的博物馆对外开放，开始试运营。同时蔚县博物馆更名为蔚州博物馆。新建成的博物馆建筑面积13000平方米，展出文物超过6000件。2017年1月，蔚州博物馆正式开馆。同年，蔚州博物馆（蔚县博物馆）主办的《代蔚长歌》展被中国博物馆协会评为第十四届（2016年）全国博物馆十大陈列展览精品。2020年12月，蔚州博物馆（蔚县博物馆）被中国博物馆协会列为第四批国家二级博物馆。2023年11月，河北省文物工作会议中宣布首批河北省“十佳博物馆”培育名单，蔚州博物馆（蔚县博物馆）入选。截止2023年，蔚州博物馆在编人数24人。

## 主要陈列

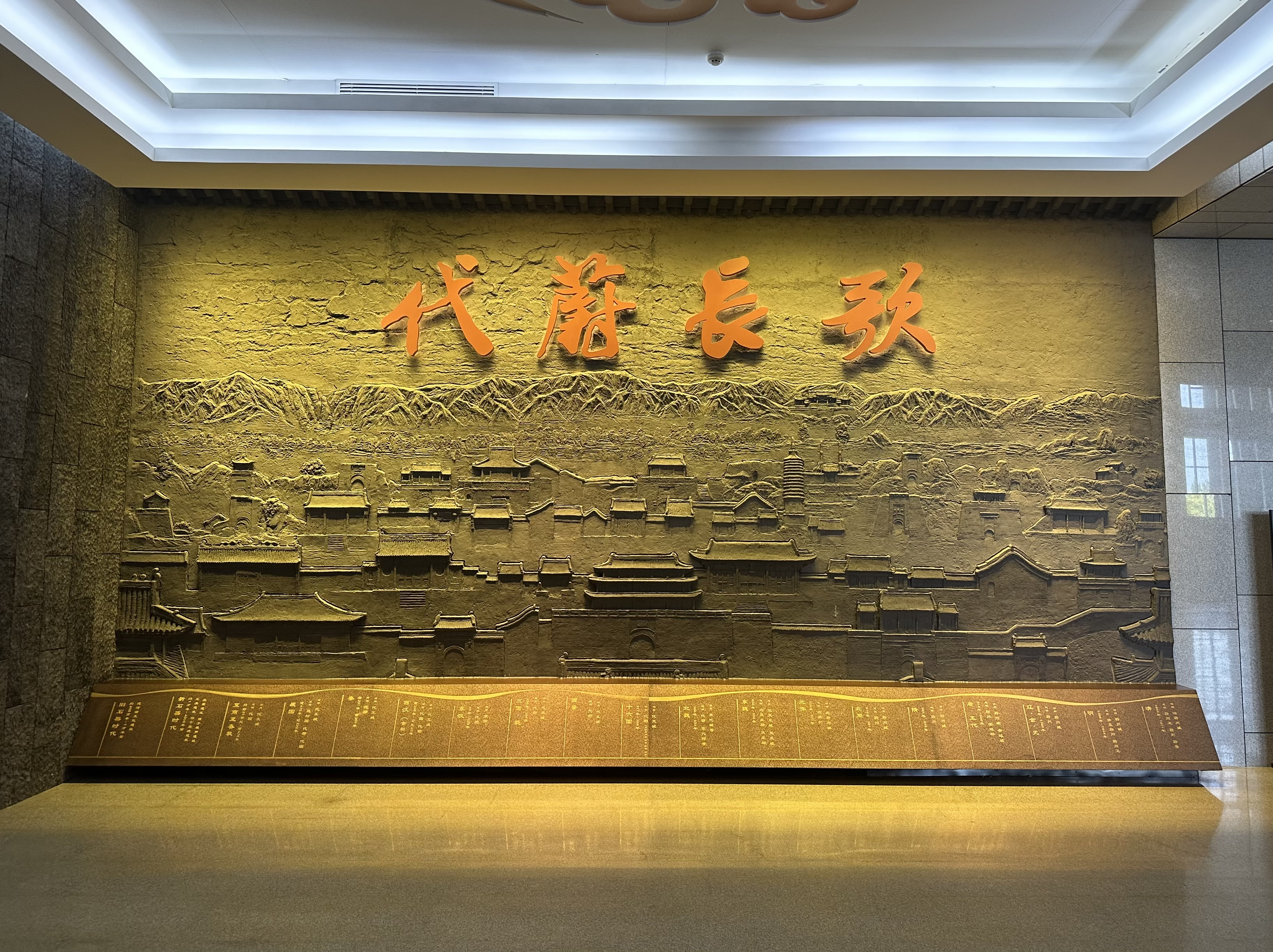
蔚州博物馆的蔚县历史人文展

蔚州博物馆建筑面积13000平方米，外形为方形，侧面为古老的雷纹形样式，博物馆入口处存在雕刻“蔚”字的红墙。博物馆展厅面积6000平方米。《代蔚长歌》蔚县历史人文展和专题展《刀镂彩染蔚萝花》蔚县剪纸艺术展是蔚州博物馆常设展。

### 代蔚长歌
《代蔚长歌》蔚县历史人文展展厅面积近4000平方米，展出文物1344套/2043件。展览以时间为轴分为四大部分，包括讲述蔚县史前文化的“文明沃土”部分，设“人类远古家园”、“文化‘三岔口’”单元；讲述代国历史的“代地春秋”部分，设“商周古代”、“风云赵地”、“烽火边塞”、“代士风流”四个单元；展示蔚州在隋唐、辽宋夏金元时期不同文物的“文物蔚州”部分，设“瑰宝异彩”、“梵境遗珍”两个单元；讲述明清时期蔚县城、庄、堡、人物、人文的“古堡世界”部分，设“蔚萝铁城”、“蔚萝庄堡”、“蔚萝人物”、“蔚萝人文”四个单元。《代蔚长歌》蔚县历史人文展展出的青铜彩绘雁鱼灯、彩绘侍女烤肉串图陶灶、须弥莲座双重檐金舍利塔等十件文物被媒体誉为蔚州博物馆的十大镇馆之宝。

### 刀镂彩染蔚萝花

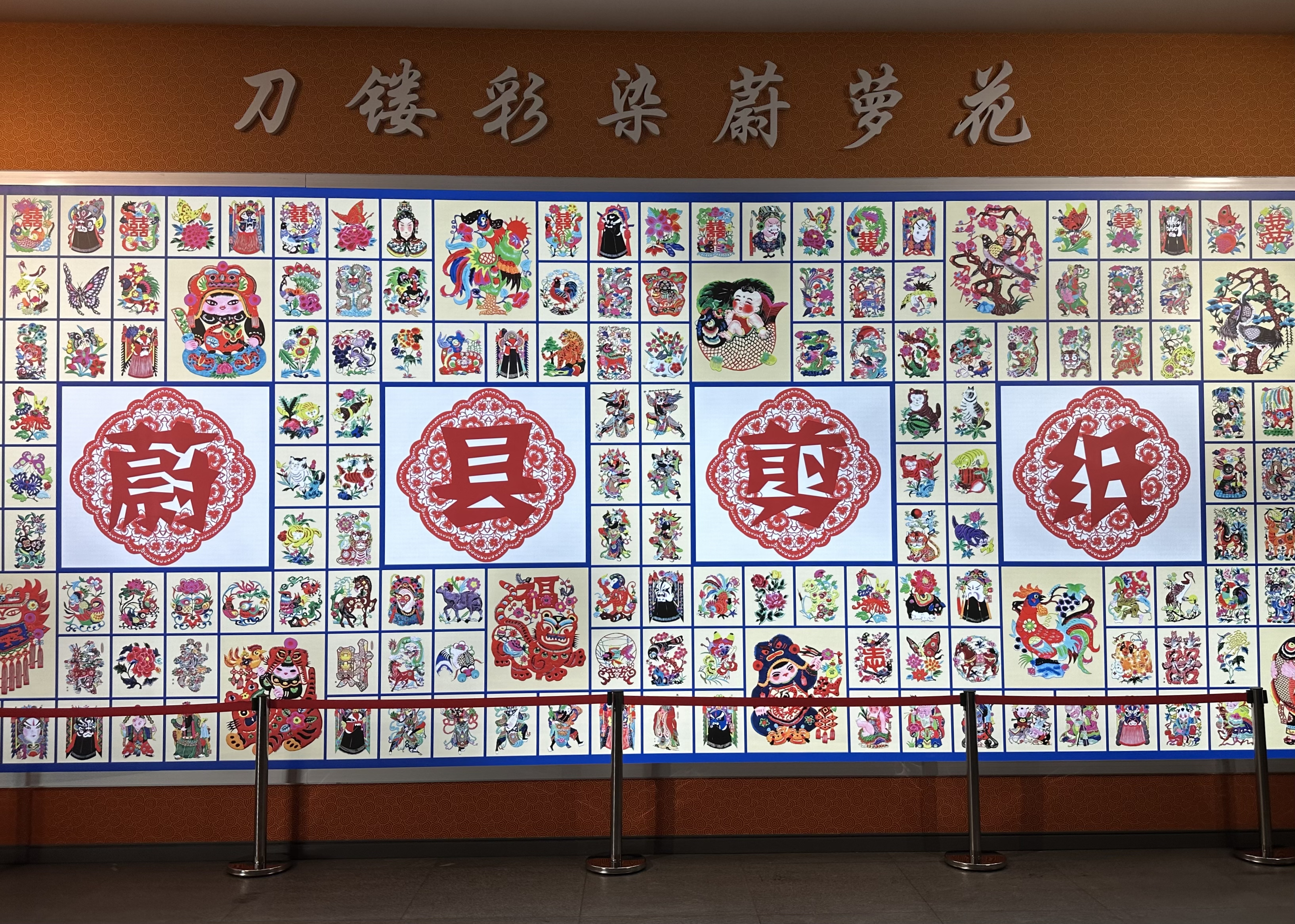
蔚州博物馆的《刀镂彩染蔚萝花》蔚县剪纸艺术展

《刀镂彩染蔚萝花》蔚县剪纸艺术展展厅面积1000平方米，展出10件/套文物。《刀镂彩染蔚萝花》蔚县剪纸艺术展通过“花开富贵”、“金娃送福”等内容的窗花、《红楼梦》《三国演义》等主题的戏剧脸谱、祈祥纳福的纹样剪纸等作品，剪纸相关书籍，剪纸工艺流程微缩景观等展品介绍国家级非物质文化遗产蔚县剪纸的起源、发展、现代状况。

## 馆藏文物
截止2022年，蔚州博物馆藏品总数11,194件/套。至少包括10件国家一级文物、54件国家二级文物、253件国家三级文物。所藏文物类型包括古动物化石、陶器、瓷器、书画、金属器、石刻、织绣等。其中蔚州博物馆十大镇馆之宝包括：琵琶嘴遗址出土的新石器时代深曲腹彩陶盆；杨庄窠乡出土的西汉时期青铜彩绘雁鱼灯；范家堡汉墓出土的汉代彩绘侍女烤肉串图陶灶；黄梅乡榆涧村出土的北魏时期朱业微石造像、唐代绿釉贴花塔形莲花座陶罐、唐代绿釉凤首陶壶；蔚县电力局院内的宋代青釉瓷洗；南安寺塔地宫出土的辽代彩绘七佛仰莲座单层檐木塔和辽代须弥莲座双重檐金舍利塔；清代康熙手书台省箴行书轴。

## 图片
| - 《代蔚长歌》蔚县历史人文展一角 - 刀镂彩染蔚萝花》蔚县剪纸艺术展一角 - 蔚州博物馆馆藏青铜彩绘雁鱼灯 - 蔚州博物馆馆藏彩绘侍女烤肉串图陶灶 - 蔚州博物馆馆藏朱业微石造像 - 须弥莲座重檐金舍利塔 - 蔚州博物馆馆藏绿釉贴花塔形莲花座陶罐和绿釉凤首陶壶 |